# 1264
Cette page concerne l'année 1264  du calendrier julien. Pour l'année 1264 av. J.-C., voir 1264 av. J.-C.
L'année 1264 est une année bissextile qui commence un mardi.

## Événements
- Août[1]: Ariq-bögè est vaincu par son frère Kubilai Khan après quatre ans de guerre en Mongolie. Il abandonne Karakorum et se rend. Il reste prisonnier jusqu’à sa mort en 1266.
- Novembre : mort de l'empereur Song Lizong. Début du  règne de son neveu Duzong (fin en 1274)[2].

- Édit de Seyid Edjell, ministre des finances de Kubilai Khan, fixant la valeur en papier-monnaie des principales marchandises[1].
- Débuts des travaux d'aménagement pour la  construction d'une nouvelle capitale en Chine sur le site de Qionghuadao (île de la Fleur de Jade, aujourd'hui à Pékin)[3]
- Hugues III de Chypre devient régent du royaume de Jérusalem à la mort d'Isabelle de Lusignan[4].

- Dédicace de la bibliothèque Al-Zahiriyah, au Caire[5].

### Europe
- 7 janvier : charte de fondation du Merton College à Oxford[6].
- 23 janvier : Dit d'Amiens, arbitrage rendu par Louis IX de France dans le conflit opposant Henri III d'Angleterre à ses barons révoltés autour de Simon V de Montfort. Il déclare les provisions d'Oxford non recevables et prend le parti du roi[7].
- Avril : massacre de 500 Juifs à Canterbury, conduit par le comte d'Hertford Gilbert de Clare, pendant la semaine de Pâques[8].
- 12 - 14 mai : Simon V de Montfort et les barons anglais défont le roi Henry III à la bataille de Lewes, dans le Sussex[9].
- 17 mai : à la mort de Warcisław III de Poméranie sans héritiers, son cousin Barnim Ier le Bon s’affranchit du Brandebourg et réunifie la Poméranie occidentale sous son autorité[10].
- 29 mai : Ancône signe un traité commercial humiliant avec la république de Venise[11].
- 22 juin : tenue du Parlement d'Angleterre[12]. Simon de Montfort exerce sa dictature sur l’Angleterre. Il s’appuie sur un Parlement où il appelle des représentants de tous les ordres de la nation. Ses violences lui aliènent ses principaux partisans.
- Juin[13] : grande révolte des Mudéjares du royaume de Murcie contre la Castille. Le roi Jacques Ier d'Aragon intervient à la fin de l'année.
- 5 août[14] : émeutes anti juives à Arnstadt, en Allemagne. Cinq morts[15].
- 16 août[16] : la communauté juive de Kalisz est la première de Pologne à être gratifiée par Boleslas le Pieux de statuts particuliers : liberté de culte, statut juridique distinct et protection ducale (Charte de Kalisz). Boleslas V le Pudique accueille les Juifs expulsés d'Allemagne ou de France et leur donne des terres. C'est le début de la communauté ashkénaze.
- 9 octobre : Alphonse X de Castille reconquiert la ville de Jerez de la Frontera[17].

- À la mort de Daniel de Galicie, la principauté de Galicie-Volhynie est partagée entre ses trois fils Chvarno, Lev (en) (Léon) et Mstislav[18].
- La Hesse se sépare de la Thuringe à l'issue de la guerre de succession de Thuringe commencée en 1247. Henri l'enfant devient landgrave de Hesse[19].